# Caribbean Air Sign
Caribbean Air Sign, anteriormente denominada FlyTortuga, era una aerolínea dominicana que operaba vuelos chárter domésticos e internacionales en pequeñas aeronaves Piper PA-31 y Cessna 206, hacia un poco más de una docena de destinos. La base de operaciones de la aerolínea era el Aeropuerto Internacional de Punta Cana.

## Historia
Esta compañía fue fundada en 2006, luego en 2007 fue cambiado su nombre por el de FlyTortuga Inc., un año más tarde en el 2008 fue nuevamente cambiado y retornándole el nombre inicial Caribbean Air Sign (CAS). Llegó a operar con una flota de cuatro aeronaves (dos Cessna 172 y dos Piper bimotores) En el pasado llegó a operar un Jet ejecutivo modelo Falcon 20 y un Piper Seneca. La compañía cesó operaciones en 2010.

## Destinos

### Domésticos
| Países               | Destinos                   | Aeropuertos                                  |
| -------------------- | -------------------------- | -------------------------------------------- |
| República Dominicana | Barahona                   | Aeropuerto Internacional María Montez        |
| República Dominicana | La Romana                  | Aeropuerto Internacional de La Romana        |
| República Dominicana | Pedernales                 | Aeropuerto Doméstico de Cabo Rojo            |
| República Dominicana | Puerto Plata               | Aeropuerto Internacional Gregorio Luperón    |
| República Dominicana | Punta Cana                 | Aeropuerto Internacional de Punta Cana (HUB) |
| República Dominicana | Samaná                     | Aeropuerto de Arroyo Barril                  |
| República Dominicana | Samaná                     | Aeródromo de Portillo                        |
| República Dominicana | Santiago de los Caballeros | Aeropuerto Internacional del Cibao           |
| República Dominicana | Santo Domingo              | Aeropuerto Internacional Joaquín Balaguer    |
| República Dominicana | Santo Domingo              | Aeropuerto Internacional Las Américas        |

### Internacionales
- Cuba
- Haití
- Islas Turcas y Caicos
- Jamaica
- Puerto Rico
- San Martín